# Guerrino Zanotti
Guerrino Zanotti (Città di San Marino, 24 ottobre 1962) è un politico sammarinese, dal 27  dicembre 2016 Segretario di Stato agli Affari interni della Repubblica di San Marino.

## Biografia
Nato il 24 ottobre 1962, lavora all'Istituto di Sicurezza Sociale, come responsabile dell'Ufficio Prestazioni Economiche. Si è iscritto al Partito dei Socialisti e dei Democratici nel 2005.
Entra la prima volta nel Consiglio Grande e Generale nel 2006 subentrando ai consiglieri nominati segretari di stato. Rimane in parlamento fino alla scadenza della legislatura nel 2008. 
Rieletto nel consiglio nel 2012, è membro della Commissione Consiliare Permanente Sanità e Territorio.
È inoltre presidente della Commissione antimafia della Repubblica di San Marino. È stato eletto capitano reggente per il mandato ottobre 2014 - aprile 2015. Il 4 dicembre 2016 viene rieletto in Consiglio Grande e Generale all'interno della coalizione Adesso.sm. In seguito viene nominato Segretario di Stato agli Affari interni.

## Curiosità
- La sua passione è la corsa.
- È sposato e ha due figli.